# 白杨河 (阿拉沟)

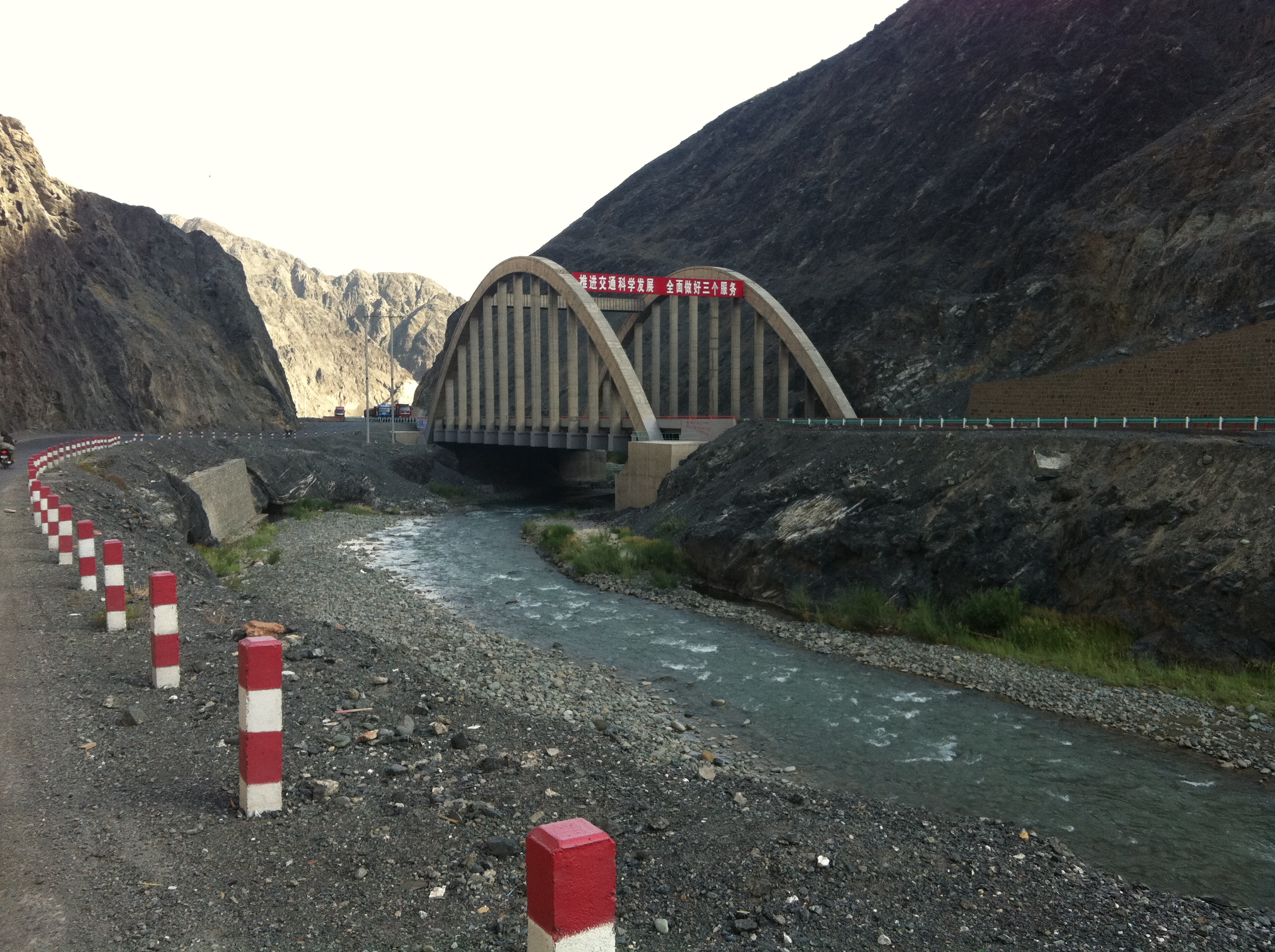
白杨河与G312国道

白杨河位于中国新疆维吾尔自治区中部，是阿拉沟左岸支流。发源于乌鲁木齐市达坂城区西北博格达山南麓，上游地处高山地区，西南流出山口后进入达坂城盆地，受盆地内水文地质条件影响，出山口后渗漏严重，在穿越达坂城盆地期间，又以泉水形式出露汇入柴窝堡湖、小盐湖和盐湖和周边的大片湿地。湿地溢出带水量与由北而来的黑沟、阿克苏沟、高崖子沟汇聚在达坂城区的豁口－白杨河峡谷入口处，自此干流始称白杨河。白杨河干流流经长约30千米的白杨河峡谷，进入吐鲁番市托克逊县，出峡谷后转西流（此段也称达坂城苏），至克尔碱镇（原库加依镇）以东转东南流，经红山沟，于托克逊县城西郊汇入阿拉沟。河长150千米，流域面积2994平方千米。白杨河峡谷（俗称后沟、白水涧）不仅是南、北疆的天然分界线，也是重要的交通咽喉。历史上是古丝绸之路中线的必经之路，现有兰新铁路、吐乌大高速和312国道均由此通过。由于峡谷南北两侧温差较大，致使白杨河峡谷成为“风口”“风谷”，造就了上游的达坂城“百里风区”。